# Notropis melanostomus
Notropis melanostomus és una espècie de peix cipriniforme de la família dels ciprínids.

## Morfologia
Els mascles poden assolir els 3,8 cm de longitud total.

## Distribució geogràfica
Es troba a Nord-amèrica: Florida.